# Stella Jones
Stellisa Zacher (Berlín, 1971), más conocida como Stella Jones, es una cantante de soul y jazz, además de compositora, pianista y arreglista de origen alemán.

## Biografía
Nació en 1971, en lo que en ese entonces era conocido como Berlín Oeste. Hija del cantante de blues y artista Fluxus Christine Jones y el trompetista de bebop Carmell Jones, ella creció en un ambiente lleno de artistas internacionales. A la edad de cinco años, ella comenzó a tocar el piano.
En 1977, ella y su familia se trasladaron a Viena, Austria, donde comenzó a aparecer junto a su madre en diversos clubes de jazz. También participó en varias obras musicales tales como The Rocky Horror Show y en otras producciones como  Mozartmania, Rent, Ain't Misbehavin' y Little Shop of Horrors. Junto al grupo Powerpack lanzó la canción "Birthday Song" y se convirtió en su primer sencillo en llegar al primer puesto en las listas de sencillos. En 1995, Jones participó en el Festival de la Canción de Eurovisión donde representó a Austria, con la canción "Die Welt dreht sich verkehrt" ("El mundo gira al revés") alcanzando el 13° puesto con 67 puntos. Ese mismo año lanzó su primer álbum en solitario, titulado Thunder. Ha trabajado junto a Taylor Dayne, Gloria Gaynor, Omara Portuondo, Chaka Khan y Nina Hagen, así como también con bandas, tales como Count Basic, Monti Beton, Alkbottle, Bingoboys, Hot Pants Road Club y la Orquesta Sinfónica de Viena, y con músicos como Hans Salomon, Wolfgang Ambros, Rainhard Fendrich, Boris Bukowski, entre otros.

## Discografía
- Thunder (1995)
- The Pursuit of Silence (2008)
- M.A.Y.A. – Mystic Ancient Yearning Astronaut (2012)